# 673-й штурмовой авиационный полк
673-й штурмовой авиационный полк, он же до августа 1942 года 673-й ночной бомбардировочный авиационный полк— воинская часть Вооружённых Сил СССР в Великой Отечественной войне.

## История
Сформирован в ноябре 1941 года в Красноярске на базе Харьковской военной авиационной школы стрелков-бомбардиров как ночной бомбардировочный полк, имея на вооружении самолёты Р-5.
В составе действующей армии как 673-й ночной бомбардировочный авиационный полк с 29 декабря 1941 (по другим данным с 2 декабря 1941 , что подтверждается в частности, потерями середины декабря, например  ) по 11 апреля 1942,  как 673-й штурмовой авиационный полк с 6 августа 1942 по 22 августа 1942 и с 17 октября 1942 по 5 февраля 1944 года.
В конце декабря 1941 года поступил в распоряжение командования 52-й армии, совершая вылеты с аэродрома Веребье, был задействован в конце Тихвинской наступательной операции операций. В 1942 году, базируясь близ деревни Усть-Вольма Вишерского района, участвует в Любанской операции,  действует в районе Чудово, Новгорода, Спасской Полисти. В апреле 1942 года, потеряв за четыре месяца все самолёты и всех лётчиков, выведен на переформирование, был вооружён самолётами Ил-2 и переформирован в штурмовой полк.
В начале августа 1942 года переброшен под Сталинград, войдя в состав 206-й штурмовой авиационной дивизии. Базируясь на аэродроме Гумрак c 6 августа  по 22 августа 1942 года наносит штурмовые удары по войскам противника, наступающим на Сталинград.
Вновь приступил к боевой деятельности с 17 октября 1942 года, действуя в основном в районах Великих Лук, Демянска и Старой Руссы до апреля 1943 года, базировался в частности на аэродроме Баталы. В апреле 1943 года переброшен на Воронежский фронт, базируется на аэродроме у деревни Живая близ Валуек. До Курской битвы в основном ведёт разведку и также наносит частные удары по аэродромам, укреплениям и живой силе противника, так 3 июня 1943 года штурмует аэродромы Основа и Рогань. С началом Курской битвы перелетел на аэродром Волоконовка.
В ходе Курской битвы действует в районах Белгорода, Богодухова, Харькова. Так, в июне - августе 1943 года, как правило под прикрытием 247-го истребительного полка или 270-го истребительного полка наносит постоянные штурмовые удары по аэродромам противника Сокольники и Померки, уничтожает переправы через Северский Донец, в частности в районах Соломино - Безлюдовка, штурмует войска в районе Обояни, наносит удары по эшелонам, в частности на станции Рогань.
В ходе наступления на левобережной Украине наносит удары по отходящим колоннам противника, базируюсь на аэродромах Гринево, Ново-Александровка, Рогань. после захвата плацдармов на Днепре, содействует наземным войскам в их удержании на протяжении Днепра от Кременчуга до Верхнеднепровска, штурмует контратакующие части противника, наносит удары по танковым частям и артиллерийским батареям. С октября 1943 года перебазировался на аэродром Пальмира. В январе 1944 года был задействован в Кировоградской операции, так штурмует живую силу, танки и автомашины в районе Завадовки, Лелековки, Нового Миргорода, Малых Висок.
За боевые отличия, стойкость и массовый героизм личного состава, проявленные в Курской битве и в сражениях на Правобережной Украине, Приказом НКО СССР № 016 от 5 февраля 1944 года, преобразован в 142-й гвардейский штурмовой авиационный полк.

## Подчинение
| Дата            | Фронт (округ)             | Армия               | Корпус                           | Дивизия                             | Примечания |
| --------------- | ------------------------- | ------------------- | -------------------------------- | ----------------------------------- | ---------- |
| 01.01.1942 года | Волховский фронт          | 52-я армия          | -                                | -                                   | -          |
| 01.02.1942 года | Волховский фронт          | 52-я армия          | -                                | -                                   | -          |
| 01.03.1942 года | Волховский фронт          | 52-я армия          | -                                | -                                   | -          |
| 01.04.1942 года | Волховский фронт          | 52-я армия          | -                                | -                                   | -          |
| 01.05.1942 года | Приволжский военный округ | -                   | -                                | -                                   | -          |
| 01.06.1942 года | Приволжский военный округ | -                   | -                                | -                                   | -          |
| 01.07.1942 года | Приволжский военный округ | -                   | -                                | -                                   | -          |
| 01.08.1942 года | Приволжский военный округ | -                   | -                                | -                                   | -          |
| 01.09.1942 года | Сталинградский фронт      | 8-я воздушная армия | -                                | 206-я штурмовая авиационная дивизия | -          |
| 01.10.1942 года | Резерв Ставки ВГК         | -                   | 1-й штурмовой авиационный корпус | 266-я штурмовая авиационная дивизия | -          |
| 01.11.1942 года | Ставка ВГК                | -                   | 1-й штурмовой авиационный корпус | 266-я штурмовая авиационная дивизия | -          |
| 01.12.1942 года | Калининский фронт         | 3-я воздушная армия | 1-й штурмовой авиационный корпус | 266-я штурмовая авиационная дивизия | -          |
| 01.01.1943 года | Калининский фронт         | 3-я воздушная армия | 1-й штурмовой авиационный корпус | 266-я штурмовая авиационная дивизия | -          |
| 01.02.1943 года | Калининский фронт         | 3-я воздушная армия | 1-й штурмовой авиационный корпус | 266-я штурмовая авиационная дивизия | -          |
| 01.03.1943 года | Калининский фронт         | 3-я воздушная армия | 1-й штурмовой авиационный корпус | 266-я штурмовая авиационная дивизия | -          |
| 01.04.1943 года | Калининский фронт         | 3-я воздушная армия | 1-й штурмовой авиационный корпус | 266-я штурмовая авиационная дивизия | -          |
| 01.05.1943 года | Воронежский фронт         | 2-я воздушная армия | 1-й штурмовой авиационный корпус | 266-я штурмовая авиационная дивизия | -          |
| 01.06.1943 года | Воронежский фронт         | 2-я воздушная армия | 1-й штурмовой авиационный корпус | 266-я штурмовая авиационная дивизия | -          |
| 01.07.1943 года | Воронежский фронт         | 2-я воздушная армия | 1-й штурмовой авиационный корпус | 266-я штурмовая авиационная дивизия | -          |
| 01.08.1943 года | Степной фронт             | 5-я воздушная армия | 1-й штурмовой авиационный корпус | 266-я штурмовая авиационная дивизия | -          |
| 01.09.1943 года | Степной фронт             | 5-я воздушная армия | 1-й штурмовой авиационный корпус | 266-я штурмовая авиационная дивизия | -          |
| 01.10.1943 года | Степной фронт             | 5-я воздушная армия | 1-й штурмовой авиационный корпус | 266-я штурмовая авиационная дивизия | -          |
| 01.11.1943 года | 2-й Украинский фронт      | 5-я воздушная армия | 1-й штурмовой авиационный корпус | 266-я штурмовая авиационная дивизия | -          |
| 01.12.1943 года | 2-й Украинский фронт      | 5-я воздушная армия | 1-й штурмовой авиационный корпус | 266-я штурмовая авиационная дивизия | -          |
| 01.01.1944 года | 2-й Украинский фронт      | 5-я воздушная армия | 1-й штурмовой авиационный корпус | 266-я штурмовая авиационная дивизия | -          |
| 01.02.1944 года | 2-й Украинский фронт      | 5-я воздушная армия | 1-й штурмовой авиационный корпус | 266-я штурмовая авиационная дивизия | -          |

## Командиры
- Козлов, Пётр Павлович , майор (1942 - 07.03.1943), погиб
- Матиков, Александр Пантелеевич , майор, подполковник с 08.03.1943

## Отличившиеся воины полка
| Награда | Ф. И.О                         | Должность           | Звание            | Дата награждения | Данные о вылетах                              | Примечания                                                |
| ------- | ------------------------------ | ------------------- | ----------------- | ---------------- | --------------------------------------------- | --------------------------------------------------------- |
|         | Александров, Геннадий Петрович | командир эскадрильи | старший лейтенант | 04.02.1944       | 88 боевых вылетов к моменту представления     | погиб 25.01.1945                                          |
|         | Джинчарадзе, Исрафил Кемалович | старший лётчик      | младший лейтенант | 04.02.1944       | Посмертно. 92 боевых вылета к октябрю 1943 г. | погиб 15 октября 1943 года                                |
|         | Матиков, Александр Пантелеевич | командир полка      | подполковник      | 01.07.1944       | 32 боевых вылета к моменту представления      | -                                                         |
| -       | Рогальский, Виктор Андреевич   | лётчик              | старший сержант   | -                | -                                             | 10.08.1942 в первом боевом вылете совершил огненный таран |